# Vuelo 267 de Trigana Air Services
El vuelo 267 de Trigana Air Service fue una ruta regular de pasajeros indonesia operada por la Trigana Air Service, con el ATR-42, del aeropuerto Sentani, en Jayapura, hasta el Aeropuerto de Oksibil, en Oksibil. En 16 de agosto de 2015, el avión perdió el contacto del radar mientras sobrevolaba la Papúa, en la Indonesia. El vuelo desapareció 30 minutos después del despegue. El mismo día, el gobierno indonesio confirmó la caída de la aeronave. Sus restos destrozados fueron encontrados por habitantes de la región. A bordo viajaban 49 pasajeros (incluyendo cinco niños) y cinco tripulantes. Es el accidente más mortal de un ATR 42 superando al vuelo 518 de Santa Bárbara Airlines.

## Aeronave

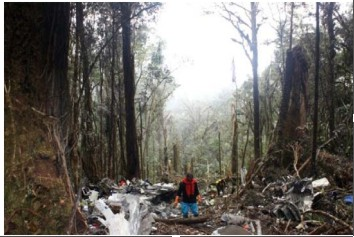
Restos del vuelo 267.

La aeronave hizo su primer vuelo en 1988, siendo originalmente propiedad de la Air Resort y Trans States Airlines, registrada como N421TE. Ya estuvo envuelta en varios incidentes más pequeños, incluyendo una rotura de una rueda antes de ser transferido para Trigana Air, en 2005. Tenía 27 años y 3 meses al momento del accidente.

## Vuelo
El vuelo despegó del Aeropuerto Sentani, en Jayapura, a las 14:22 (UTC+9) y estaba programado para aterrizar en Oksibil alrededor de las 15:16. El avión perdió contacto alrededor de 14:55. No había ninguna indicación de que una llamada de Mayday hubiera sido hecha por los tripulantes.
Las 15:30 (UTC+9), la Agencia Nacional de Búsqueda y Salvamento de Indonesia implantó un avión de búsqueda para encontrar la aeronave desaparecida. Sin embargo, la investigación fue suspendida a causa del tiempo nublado. Los habitantes locales relataron que vuelcan el accidente de avión en el lado de una montaña en Papúa. El mismo día, fue confirmado por el gobierno indonesio la caída de la aeronave.

## Filmografía
Este accidente fue reseñado en la temporada 20° de la serie Mayday: Catástrofes aéreas, del canal National Geographic Channel en el episodio "Sin Advertencia".